# Clostridium xylanolyticum
Il Clostridium xylanolyticum è una specie di batterio appartenente alla famiglia delle Clostridiaceae.